# Roller aux Jeux panaméricains de 2019
Navigation
2015
Les compétitions de roller aux Jeux panaméricains de 2019 ont lieu du 26 juillet au 10 août 2019 à Lima, au Pérou. 

## Médaillés

### Roller artistique
| Roller acrobatique hommes | Juan Sánchez (ARG) | John Burchfield (USA) | Gustavo Casado (BRA)  |  |  |  |
|                           |                    |                       |                       |  |  |  |
| Roller acrobatique femmes | Bruna Wurts (BRA)  | Giselle Soler (ARG)   | Eduarda Fuentes (ECU) |  |  |  |

### Roller de vitesse
| 300 mètres contre-la-montre hommes | Pedro Causil (COL)   | Jhoan Guzman (VEN)       | Jorge Martinez (MEX)  |  |  |  |
| 500 mètres hommes                  | Pedro Causil (COL)   | Jorge Martinez (MEX)     | Jhoan Guzman (VEN)    |  |  |  |
| 10 000 mètres élimination hommes   | Alex Cujavante (COL) | Hugo Ramirez (CHI)       | Jorge Bolanos (ECU)   |  |  |  |
|                                    |                      |                          |                       |  |  |  |
| 300 mètres contre-la-montre        | Maria Moya (CHI)     | Geiny Pajaro (COL)       | Dalia Soberanis (GUA) |  |  |  |
| 500 mètres femmes                  | Geiny Pajaro (COL)   | Dalia Soberanis (GUA)    | Veronica Elias (MEX)  |  |  |  |
| 10 000 mètres élimination          | Johana Viveros (COL) | Javiera San Martin (CHI) | Kelsey Helman (USA)   |  |  |  |

## Tableau des médailles
| Rang  | Nation     | Or | Argent | Bronze | Total |
| ----- | ---------- | -- | ------ | ------ | ----- |
| 1     | Colombie   | 5  | 1      | 0      | 6     |
| 2     | Chili      | 1  | 2      | 0      | 3     |
| 3     | Argentine  | 1  | 1      | 0      | 2     |
| 4     | Brésil     | 1  | 0      | 1      | 2     |
| 5     | Mexique    | 0  | 1      | 2      | 3     |
| 6     | États-Unis | 0  | 1      | 1      | 2     |
| 6     | Guatemala  | 0  | 1      | 1      | 2     |
| 6     | Venezuela  | 0  | 1      | 1      | 2     |
| 9     | Équateur   | 0  | 0      | 2      | 2     |
| Total | Total      | 8  | 8      | 8      | 24    |